# Blue Archive: The Animation
Blue Archive: The Animation es una serie anime de televisión japonesa, basado en el juego de rol Blue Archive.
Se emitió desde abril a junio de 2024 en TV Tokyo y otras cadenas.
El anime adapta el arco del "Comité de Contramedidas".
Blue Archive también cuenta con 2 cortos tipo anime producidos por el estudio Yostar Pictures, y que se pueden encontrar en el canal oficial de YouTube del videojuego. El primero se estrenó el 16 de julio de 2022 para celebrar los primeros 18 meses del juego, titulado New Summer Animation. El segundo se estrenó el 21 de noviembre de 2022, titulado Beautiful Day Dreamer.

## Sinopsis
Las academias de la ciudad están divididas en sus propios distritos y se consideran en su mayoría independientes. El Consejo General de Estudiantes actúa como junta de gobierno para gestionar las academias en su conjunto. Sin embargo, la capacidad de gobierno del grupo se ha detenido desde la misteriosa desaparición del presidente del Consejo General de Estudiantes. Un sinfín de problemas han comenzado a surgir en todo Kivotos en ausencia del liderazgo del presidente.
Para evitar el desastre, el Consejo General de Estudiantes solicita la ayuda del Club de Investigación Federal, también conocido como Schale. De hecho, Schale es el club más nuevo de la ciudad y el último en ser aprobado antes de la desaparición del presidente. Para llevar a cabo su tarea, Schale cuenta con la orientación de un Sensei que les ayude a resolver los incidentes en torno a Kivotos.

## Personajes
Arona
 Seiyū: Konomi Kohara
Shiroko Sunaookami
 Seiyū: Yui Ogura
Hoshino Takanashi
 Seiyū: Yumiri Hanamori
Serika Kuromi
 Seiyū: Ayaka Ohahi
Nonomi Izayoi
 Seiyū: Chiyuki Miura
Ayane Okusora
 Seiyū: Sayaka Harada
Aru Rikuhachima
 Seiyū: Reina Kondo
Kayako Onikata
 Seiyū: Yukiyo Fuhjii
Haruka Igusa
 Seiyū: Erika Ishitobi
Mutsuki Asagi
 Seiyū: Rumi Okubo
Sensei
 Seiyū: Shōgo Sakata

## Producción
La serie está producida por los estudios Yostar Pictures y CANDYBOX, y dirigida por Daigo Yamagishi, con Hiroshi Ōnogi y Yamagishi supervisando los guiones de la serie, Shunji Maki como asistente de dirección e Hiromitsu Hagiwara diseñando los personajes y como director jefe de animación.

## Episodios ONA
Se han lanzado individualmente dos cortos animados como material promocional del juego. Ambos títulos fueron producidos por Yostar Pictures y lanzados en sus canales oficiales de YouTube..
Episodios:
1.5th Anniversary Short Animation se lanzó el 16 de julio de 2022, como una animación especial de 9 minutos para sus eventos de verano y el evento del medio aniversario, con los estudiantes de Abydos High, Allied Hyakkiyako, Trinity General y Gehenna Academy en su búsqueda de preparación. para sus actividades de verano.
Beautiful Day Dreamer es otro corto de animación, protagonizado por el Departamento de Desarrollo de Juegos (GDD) de Millenium Science School. El episodio fue lanzado el 22 de noviembre de 2022, con una duración de 9 minutos.
2.5th Anniversary Short Animation Inicialmente estaba programado para ser lanzado el 23 de julio de 2023, pero en una sesión de transmisión en vivo del 24 de diciembre se confirmó que finalmente se canceló debido a problemas de calidad.